# Абдул-Азиз ибн Ахмед Аль Сауд
Абду́л-Ази́з ибн Ахме́д Аль Сау́д (араб. عبدالعزيز بن أحمد بن عبدالعزيز‎; род. 20 июня 1963) — саудовский принц , предприниматель и филантроп.

## Биография
Принц Абдул-Азиз ибн Ахмед родился 20 июня 1963 года в семье принца Ахмеда ибн Абдул-Азиза Аль Сауда и его супруги Фахды бинт Турки ас-Судайри.
В 1986 году закончил Университет короля Сауда в качестве бакалавра политических наук и делового администрирования.
Принц Абдул-Азиз является основателем и президентом организации IMPACT, которая работает в области профилактики слепоты и реабилитации зрения на Ближнем Востоке. Помимо этого принц Абдул-Азиз является президентом компаний Atheeb Group и Atheeb Holding Company, а также руководит несколькими организациями, среди которых Саудовское офтальмологическое общество (SOS) и Гуманитарный фонд принца Абдул-Азиза ибн Ахмеда Аль Сауда.
Помимо этого, принц известен тем, что владеет конным заводом Athbah, где разводят чистокровных арабских лошадей.      

## Награды
Принц является кавалером орденов иностранных государств, а также обладателем нескольких почётных наград за свою деятельность в области офтальмологии.